# Francisco de Miranda (Anzoátegui)
Pour les articles homonymes, voir Francisco de Miranda (homonymie).
Francisco de Miranda est l'une des vingt-et-une municipalités de l'État d'Anzoátegui au Venezuela. Son chef-lieu est Pariaguán. En 2011, la population s'élève à 43 173 habitants.

## Géographie

### Subdivisions
Depuis le 27 juin 1995, la municipalité est divisée en quatre paroisses civiles et une parroquia capital, traduite ici par « capitale » (en italiques et suivie d'une astérisque) avec, chacune à sa tête, une capitale (entre parenthèses) :
- Atapirire (Atapirire) ;
- Boca del Pao (Boca del Pao) ;
- Capitale Francisco de Miranda * (Pariaguán) ;
- El Pao (El Pao de Barcelona) ;
- Múcura (Múcura).